# Franco Scapini
Franco Scapini (ur. 7 kwietnia 1962 roku w Varese) – włoski kierowca wyścigowy.

## Kariera
Scapini rozpoczął karierę w międzynarodowych wyścigach samochodowych w 1981 roku od startów w Europejskiej Formule 3, gdzie jednak nie zdobywał punktów. W późniejszych latach pojawiał się także w stawce Włoskiej Formuły 3, Formuły 3000, HFC American Racing Series, 24-godzinnego wyścigu Le Mans, World Sports-Prototype Championship, IndyCar World Series, Ferrari Challenge delle Nazioni, Challenge Endurance Italy - Ferrari, Ferrari Challenge Italy - Trofeo Pirelli, French GT Championship, Spanish GT Championship, Grand American Sports Car Series oraz Grand American Rolex Series.
W Formule 3000 Włoch startował w latach 1986, 1988-1989. Jednak w żadnym z siedmiu wyścigach, w których wystartował, nie zdołał zdobyć punktów.